# Agustín García Martínez
Agustín García Martínez (Rafal, 9 de julio de 1931) fue el 21.er alcalde del municipio de Rafal (Alicante) en el periodo comprendido entre 1983 y 1987. Fue el tercer alcalde de la instaurada democracia, aunque lo fue durante la II legislatura democrática, ya que durante la primera hubo dos alcaldes.

## Inicios en la política local
Obrero de profesión, fue militante del PSOE tras la legalización de los partidos políticos durante la transición. Pronto fue de los que encabezaron su partido a nivel local de cara a las primeras elecciones que se habían de celebrar en pocos años. Finalmente fue elegido como aspirante a la alcaldía Adrián Bertomeu Javaloyes, quien logró el apoyo necesario para ser el número uno de su partido y poder concurrir a las primeras elecciones municipales de la democracia cuya fecha se había fijado finalmente para el 3 de abril de 1979. No obstante Agustín quedó como número dos.
En estas primeras elecciones municipales de 1979, se impuso en Rafal el partido centrista de la UCD encabezado por Gaspar Torres Gilabert. Durante gran parte de este periodo en el que transcurrió la primera legislatura (1979-1983) Agustín lideró la oposición habiendo sido su partido, el PSOE, el segundo más votado en esas elecciones con un 33% de los votos, por delante del PCE.
De cara a las segundas elecciones municipales de la democracia, Agustín fue elegido como candidato del PSOE, pero esta vez su partido contaba con una ventaja, y era que la UCD se había disuelto a nivel nacional y que además estaba muy desacreditada a nivel local debido a las convulsiones y disputas internas que desembocaron en el cambio de alcalde que se produjo durante la anterior legislatura, en la que Gaspar Torres Gilabert fue forzado a dimitir por su propio partido, sustituyéndolo como nuevo alcalde Joaquín Arques Verdú, que hasta aquel momento era teniente de alcalde.

## Alcaldía
En los comicios celebrados el 8 de mayo de 1983, Agustín logró un 48,6% de los votos y con este resultado la alcaldía, aunque no con mayoría absoluta. Tuvo que contar con el escaño del concejal del PCE para poder obtener el apoyo necesario que le permitiese gobernar.
Durante su mandato se construyeron las redes de distribución de agua potable y el ¨depósito alto¨, demolido recientemente. También se construyeron las redes de alcantarillado. Estas obras hidráulicas eran una necesidad para el municipio y de prioridad absoluta, a pesar de ser un asunto desatendido durante la anterior legislatura.
Agustín como alcalde, adquirió para el ayuntamiento unos terrenos (dos tahúllas) anexos a los que se habían adquirido durante la alcaldía de Joaquín Arques Verdú y que se iban a destinar a la construcción de un polideportivo. Tras ampliar la superficie útil para la construcción de este polideportivo dieron comienzo las obras. 
En esta primera fase de ejecución se valló el recinto, se construyó la pista de frontón, la primera pista de fútbol sala (ocupada posteriormente por el pabellón) y las piscinas públicas. Además se alojaron en ese terreno las instalaciones hidráulicas necesarias para el abastecimiento de agua potable a todas las viviendas del municipio. El imponente ¨depósito alto¨, visible desde las localidades vecinas, casi se convirtió en una seña de identidad del municipio.
Fue dentro de su mandato cuando se inauguró el polideportivo, cuyas obras él mismo había promovido unos años atrás.
Agustín fue el encargado de promulgar el Primer Plan Urbanístico de Rafal, que quedó aprobado durante su legislatura. Este plan permitiría a la localidad desarrollarse y aumentar su superficie urbanizada, que por aquel entonces apenas era un tercio de la actual. Además adquirió sin costes para el ayuntamiento los terrenos donde posteriormente se construiría un nuevo colegio a cambio de urbanizar la zona, condición que quedó cumplida con la aprobación del Primer Plan Urbanístico de Rafal.
Cumplidos en la alcaldía los cuatro años de su legislatura, tras ocho años involucrado en la política local (4 en la oposición y 4 en la alcaldía), Agustín decidió no presentarse para las siguientes elecciones. Fue sustituido como candidato del PSOE por el prestigioso director de orquesta Gabriel García Martínez.
Actualmente está jubilado y reside en Rafal.
| Predecesor: Joaquín Arques Verdú | Alcalde de Rafal 1983-1987 | Sucesor: Joaquín Franco Morante |

- Datos: Q5482245